# Santiago Kyushei Tomonaga
San Fr. Jacobo Kyushei Gorobioye Tomonaga de Santa María (en japonés: ヤコボ・デ・サンタ・マリア朝長五郎兵衛, Yakobo de Santa Maria Tomonaga Gorōbyōe; c. 1582-17 de agosto de 1633) fue un sacerdote japonés nacido en Kuidetsu (parte de la actual Ōmura, en Nagasaki).
En su juventud, él dedicó su tiempo al catequismo apostólico. Después de 1614, fue a Manila y solicitó la entrada en la Orden de los Dominicos. Su petición fue aceptada. Fue ordenado sacerdote en 1626 y regresó a Japón en 1632.
Tras un año de difícil apostolado en medio de peligros, privaciones y sufrimientos, su escondite fue descubierto por las autoridades a través de las revelaciones de su propio catequista, Miguel Kurobioye. Detenido en julio de 1633, fue torturado por la horca y el pozo el 15 de agosto de 1633, muriendo dos días después.
Su cuerpo fue incinerado y las cenizas fueron arrojadas al mar.